# Фріксон Ерасо
Фріксон Ерасо (ісп. Frickson Erazo, нар. 5 травня 1988, Есмеральдас) — еквадорський футболіст, захисник бразильського «Фламенго» та національної збірної Еквадору.

## Клубна кар'єра
Народився 5 травня 1988 року в місті Есмеральдас. Вихованець юнацьких команд футбольних клубів «Депортіво Ель Насьйональ» та «Текніко Універсітаріо».
У дорослому футболі дебютував 2006 року виступами за команду клубу «Депортіво Ель Насьйональ», в якій провів п'ять сезонів, взявши участь у 68 матчах чемпіонату.
Протягом 2007 року захищав кольори команди клубу «Текніко Універсітаріо».
Своєю грою за останню команду привернув увагу представників тренерського штабу клубу «Барселона» (Гуаякіль), до складу якого приєднався 2012 року. Відіграв за гуаякільську команду наступний сезон своєї ігрової кар'єри. Більшість часу, проведеного у складі гуаякільської «Барселони», був основним гравцем захисту команди.
До складу клубу «Фламенго» приєднався на початку 2014 року.

## Виступи за збірну
2011 року дебютував в офіційних матчах у складі національної збірної Еквадору. Наразі провів у формі головної команди країни 35 матчів, забивши 1 гол.
У складі збірної був учасником розіграшу Кубка Америки 2011 року в Аргентині.